# Keith Michael Patrick O'Brien
Keith Michael Patrick O'Brien (Ballycastle, Antrim, 17 de março de 1938 - Newcastle upon Tyne, 19 de março de 2018) foi um cardeal britânico e arcebispo-emérito de Santo André e Edimburgo.

## Família e educação
Keith Michael Patrick O'Brien nasceu em Ballycastle, diocese de Down e Connor, Irlanda do Norte, como o mais velho dos dois filhos de Mark Joseph O'Brien e sua esposa, Alice Tummie O'Brien.
Iniciou sua educação primária em Ballycastle; então, em 1949, mudou-se com sua família para a Escócia e frequentou a Escola Primária Saint Stephen, Dalmuir; escola secundária na Escola Secundária Saint Patrick, Dumbarton; então, a família mudou-se para Edimburgo, onde completou sua educação secundária na Academia Holy Cross; após seu segundo pedido para se tornar padre, o Arcebispo Gordon Joseph Gray de Saint Andrews e Edimburgo disse-lhe para primeiro estudar na Universidade de Edimburgo, onde obteve um bacharelado em ciências em química e matemática em 1959; e mais tarde, obteve um diploma de educação no Moray House College of Education em 1966. Ele estudou para o sacerdócio no Saint Andrew's College, Drygrange, Roxburghshire.

## Sacerdócio
Ordenado em 3 de abril de 1965, Edimburgo, por Gordon Joseph Gray, arcebispo de Saint Andrews e Edimburgo. O'Brien foi vigário cooperador em Holy Cross, Edimburgo, de 1965 a 1966. Entre 1966 e 1971, foi contratado pelo Conselho do Condado de Fife como professor de matemática e ciências, enquanto, ao mesmo tempo, era capelão da Escola Secundária de Saint Columba, inicialmente em Cowdenbeath e depois em Dunfermline, ensinando matemática; e auxiliando na paróquia de Saint Bride, Cowdenbeath. Padre O'Brien exerceu ministério em tempo integral na paróquia de Saint Patrick, Kilsyth, de 1972 a 1975; e na paróquia de Saint Mary, Bathgate, de 1975 a 1978. Diretor espiritual do Saint Andrew's College, Drygrange, de 1978 a 1980; e reitor do Saint Mary's College, o seminário menor em Blairs, Aberdeen, de 1980 a 1985.

## Episcopado
Eleito Arcebispo de Santo André e Edimburgo em 30 de maio de 1985. Consagrado no dia 5 de agosto seguinte, na catedral metropolitana de Santa Maria, Edimburgo, pelo Cardeal Gordon Joseph Gray, arcebispo emérito de Santo André e Edimburgo, assistido por Bruno Bernard Heim, delegado apostólico na Grã-Bretanha, e por Thomas Joseph Winning, arcebispo de Glasgow. Seu lema episcopal era "Servir ao Senhor com alegria".
Arcebispo O'Brien foi grã-cruz e capelão conventual da Ordem Soberana e Militar de Malta em 1985. Cavaleiro comandante com estrela da Ordem Equestre do Santo Sepulcro de Jerusalém. Administrador apostólico da diocese de Argyll e Ilhas de 1996 a 1999. Participou da Segunda Assembleia Especial para a Europa do Sínodo dos Bispos, Vaticano, 1999. Em 2001, foi nomeado Grão-Prior da Tenência Escocesa da Ordem Equestre do Santo Sepulcro de Jerusalém; e, em 2003, foi nomeado Cavaleiro da Grã-Cruz. Em junho de 2001, após a morte inesperada do Cardeal Thomas Joseph Winning, Arcebispo de Glasgow, foi nomeado Presidente Interino da Conferência Episcopal da Escócia; e, em março de 2002, foi eleito Presidente.

## Cardinalato
Criado cardeal-presbítero no consistório de 21 de outubro de 2003, recebendo o barrete vermelho e o título de Ss. Gioacchino ed Anna al Tuscolano. Membro dos Pontifícios Conselhos para as Comunicações Sociais; para a Pastoral dos Migrantes e Itinerantes; e para a Família. Em 2004, foi-lhe concedido o título honorário de doutor em direito pela Universidade de São Francisco Xavier, Antigonish, Canadá; um título honorário de doutor em divindade pela Universidade de St. Andrews; e um título honorário de doutor em divindade pela Universidade de Edimburgo. Nomeado oficial de justiça da Grã-Cruz de Honra e Devoção da Soberana Ordem Militar de Malta em 2005.
Cardeal O'Brien participou do conclave de 18 a 19 de abril de 2005, que elegeu o Papa Bento XVI. Enviado papal especial às celebrações do centenário da fundação da igreja de Long Tower, na cidade de Derry, Irlanda, 2009. Diretor do Fundo Escocês de Ajuda Internacional Católica (SCIAF). Em antecipação à visita de 2010 do Papa Bento XVI à Inglaterra e Escócia, O'Brien e Vincent Nichols, Arcebispo de Westminster, disseram que a crise envolvendo o Cardeal Seán Brady, Arcebispo de Armagh, sobre o padre Brendan Smyth e outras acusações de abuso clerical era uma questão para a Igreja Católica Irlandesa e não deveria ofuscar a visita papal. O'Brien e Nichols foram questionados se o papa responderia às acusações feitas contra a igreja sobre abuso sexual clerical durante sua visita de quatro dias. O'Brien disse que não sabia; Nichols disse que os bispos ingleses, galeses e escoceses tinham regras "robustas" em vigor para proteger as crianças.
O'Brien apresentou sua renúncia ao Vaticano em novembro de 2012, a qual foi aceita em 18 de fevereiro de 2013, de acordo com o cânone 401 § 1 do Código de Direito Canônico, ou seja, por limite de idade, e entrando em vigor em 25 de fevereiro. Não participou do conclave de março de 2013, que elegeu o Papa Francisco. Em 20 de março de 2015, sua renúncia aos direitos e privilégios de um Cardeal, expressos nos cânones 349, 353 e 356 do Código de Direito Canônico, foi aceita pelo Papa Francisco.

## Opiniões públicas
Cardeal O'Brien era frequentemente franco em suas visões políticas e espirituais, sendo apelidado pela imprensa de "Cardeal da Controvérsia". Antes de se tornar o terceiro escocês a atingir o posto de cardeal desde a Reforma, ele era considerado relativamente liberal, tendo expressado sua abertura ao debate sobre questões como o celibato sacerdotal, mulheres padres e contracepção dentro da Igreja. No entanto, após o cardinalato, em suas entrevistas na mídia, ele afirmou seu compromisso com uma moral católica romana mais tradicional.

### Secularismo
Em 2011, ele criticou o "secularismo agressivo", denunciando o que, segundo ele, era a forma como os cristãos eram impedidos de agir de acordo com suas crenças. Além disso, denunciou a "marginalização" dos cristãos por sua recusa em apoiar estilos de vida, incluindo a homossexualidade. Evan Harris, da National Secular Society e da Associação Humanista Britânica, chamou as declarações de O'Brien de "paranóicas e injustificadas".

### Aborto
Em maio de 2007, O'Brien instou os católicos romanos a rejeitarem os candidatos políticos que apoiam o que ele chamou de "mal social" do aborto, e disse que esses políticos católicos não deveriam esperar permanecer membros de pleno direito da Igreja.

### Homossexualidade
Em janeiro de 2006, ele criticou os parlamentares de Westminster pela introdução de parcerias civis no Reino Unido e os membros de Holyrood pela liberalização das leis de divórcio na Escócia. Em dezembro de 2011, O'Brien reiterou a oposição contínua da Igreja Católica às uniões civis e sugeriu que não deveria haver leis que "facilitassem" as relações entre pessoas do mesmo sexo.
Ao The Daily Telegraph, em 2012, criticou as propostas do governo para introduzir o casamento entre pessoas do mesmo sexo, dizendo que era "loucura" e que "redefiniria a sociedade, já que a instituição do casamento é um dos blocos de construção fundamentais da sociedade" e, portanto, envergonharia o Reino Unido. A deputada conservadora Margot James, que foi considerada uma das mulheres gays mais influentes em 2009,  chamou esses comentários de "alarmistas" e disse: "Acho que é uma maneira completamente inaceitável de um prelado falar. Acho que o governo não está tentando forçar as igrejas católicas a realizar casamentos gays. É uma questão puramente civil." A vice-líder do Partido Trabalhista, Harriet Harman , disse: "Temos preconceito, discriminação e homofobia há centenas de anos. Isso não torna isso certo. ... Não quero que ninguém sinta que isso é uma licença para fomentar o preconceito." Dan Hodges escreveu: "Não me lembro da última vez que li um discurso mais moral e intelectualmente falido de um membro sênior do clero."
Ele foi nomeado em 2012 como Intolerante do Ano pelo grupo de direitos gays Stonewall Scotland, após dizer que o casamento gay era uma "subversão grotesca de um direito humano universalmente aceito". O prêmio foi criticado pelo Primeiro Ministro da Escócia, Alex Salmond, por ser "claramente errado" e "não propício a um debate adequado e digno sobre a importante questão da igualdade na Escócia".

### Política britânica
Em uma entrevista com o filósofo da Universidade de St Andrews, John Haldane, publicada no Catholic Herald em outubro de 2006, O'Brien afirmou que ficaria "feliz" se os escoceses votassem pela independência e previu que a independência chegaria "em breve". Ele traçou paralelos com a independência da Igreja Católica Romana na Escócia: "é difícil argumentar que a independência eclesiástica é aceitável, mas a independência política não".
Em fevereiro de 2010, o Secretário de Estado da Escócia, Jim Murphy, disse na Câmara dos Comuns que a fé estava "nos próprios alicerces do Partido Trabalhista" e encorajou a abertura à religião na vida pública. O'Brien respondeu que "acolheu o sentimento", mas disse que "um exemplo tangível do Governo na última década de que reconheceu ou endossou valores religiosos também teria sido bem-vindo. Em vez disso, testemunhamos este Governo empreender um ataque sistemático e implacável aos valores familiares." O cardeal disse ao líder do Partido Trabalhista Escocês, Iain Gray , "Espero que ele [Papa Bento XVI] lhe dê uma bronca [durante sua visita em setembro de 2010] pelo que aconteceu nos últimos 10 anos." Em março de 2011, O'Brien chamou a política externa britânica de "anticristã" por aumentar significativamente a ajuda ao Paquistão sem exigir qualquer compromisso do governo paquistanês com a liberdade religiosa para cristãos e outros grupos religiosos minoritários. Ele fez essa declaração após o assassinato do ministro paquistanês Shahbaz Bhatti, que se manifestou contra a lei de blasfêmia do país.
O'Brien pediu a revogação de uma lei de 310 anos que proibia católicos de assumirem o trono. Ele disse que o Ato de Estabelecimento de 1701 estava dificultando os esforços para conter o sectarismo. O ex-primeiro-ministro David Cameron disse que "em princípio" apoiava a reforma da lei sobre sucessão real para remover a proibição de católicos e pessoas casadas com católicos ascenderem ao trono. Após o Acordo de Perth de 2011, o Ato de Sucessão à Coroa de 2013, na verdade, descontinuou a desqualificação daqueles cujo consorte é católico da possibilidade de herdar o trono.

## Má conduta sexual e consequências
Em 2013, tornaram-se públicas alegações de que O'Brien havia se envolvido em atividades sexuais homossexuais, inapropriadas e, às vezes, predatórias, entre as décadas de 1980 e 2003.

### Acusações e demissão
Em 23 de fevereiro de 2013, o The Observer relatou que O'Brien havia sido acusado de comportamento sexual inapropriado envolvendo quatro homens (três padres em serviço e um ex-padre) na Arquidiocese de St Andrews e Edimburgo, datando da década de 1980. O ex-padre renunciou ao sacerdócio quando O'Brien se tornou bispo e declarou: "Eu sabia que ele sempre teria poder sobre mim. […] Saí para preservar minha integridade." Foi relatado que um reclamante precisou de aconselhamento de longo prazo devido às ações de O'Brien.
Um dos quatro, conhecido apenas como "Padre C", alega que o grau de controle que um superior tem sobre os padres subordinados torna difícil para cele recusar as exigências de O'Brien. "Ele [o bispo acima de um padre] tem imenso poder sobre você. Ele pode movê-lo, congelá-lo, trazê-lo para o redil  [...] ele controla todos os aspectos da sua vida."
A queixa exigindo a renúncia imediata de O'Brien foi apresentada ao embaixador do Vaticano no Reino Unido e houve esforços para silenciar pelo menos um crítico.
O'Brien inicialmente contestou as alegações. De acordo com a BBC, uma fonte dentro da igreja disse que O'Brien "não sabe quem são seus acusadores e não sabe do que o estão acusando". Em 24 de fevereiro de 2013, ele não compareceu a um serviço especial para celebrar o mandato de oito anos do Papa Bento XVI na Catedral de Santa Maria, em Edimburgo. Foi amplamente divulgado que ele havia pedido aconselhamento jurídico e foi aconselhado a não comparecer. Em 25 de fevereiro de 2013, foi anunciado que a renúncia anteriormente apresentada por O'Brien como arcebispo entraria em vigor no mesmo dia, e um administrador apostólico temporário foi nomeado em seu lugar. Em uma nota divulgada por ele em março de 2013, o cardeal reconheceu que “houve momentos nos quais a minha conduta sexual esteve abaixo dos padrões das expectativas que existiam em relação a mim como sacerdote, arcebispo e cardeal”. Ele pediu "desculpas e perdão àqueles que ofendi”, além de “à Igreja Católica e aos escoceses. Viverei o resto da minha vida retirado e não exercerei nenhuma outra atividade na vida pública da Igreja Católica na Escócia”. Apesar de não ter excluído por Bento XVI, O'Brien não participou do conclave de 12 a 13 de março de 2013, que elegeu o Papa Francisco. Na nota de sua renúncia, ele havia comentado: "Não me juntarei a eles pessoalmente neste conclave. Não desejo que a atenção da mídia em Roma se concentre em mim, mas sim no Papa Bento XVI e seu sucessor."
Em 3 de março de 2013, o Scottish Catholic Media Office divulgou uma declaração de O'Brien na qual ele disse: "Eu [...] admito que houve momentos em que minha conduta sexual ficou abaixo dos padrões esperados de mim como padre, arcebispo e cardeal." Ele disse que pretendia se aposentar permanentemente da vida pública da igreja. O arcebispo Philip Tartaglia, sucessor temporário de O'Brien, disse que a "credibilidade e autoridade moral" da igreja foram prejudicadas.
No mesmo mês, um ex-padre anunciou sua intenção de processar O'Brien, dizendo que O'Brien o apalpou e beijou quando ele era um seminarista de 19 anos na década de 1980. Um dos quatro denunciantes que testemunharam contra O'Brien em 2013, Brian Devlin, que mais tarde deixou o sacerdócio, em 2021 renunciou ao anonimato para publicar um livro, Cardinal Sin, sobre suas experiências e sua luta por uma melhor governança e responsabilização da igreja. Devlin afirma que a má conduta de O'Brien era bem conhecida internamente antes que os quatro fizessem alegações públicas. Ele declarou: "As pessoas vão com sentimentos sinceros ao seu bispo e ele não responde. É indescritivelmente ruim e não tem nada a ver com o cristianismo. Eles ainda machucam e controlam as pessoas e eu exijo minha liberdade de dizer: 'Parem com isso. Parem com sua crueldade.'"
Os ativistas das vítimas de abuso queriam uma investigação sobre a forma como O'Brien lidou com todas as alegações de abuso enquanto era líder devido à sua admissão de má conduta sexual. Mario Conti, arcebispo emérito de Glasgow, disse que todos os bispos católicos escoceses, exceto O'Brien, cooperaram em uma investigação independente sobre o tratamento do abuso infantil na Escócia entre 1952 e 2012. A investigação foi adiada porque O'Brien retirou a cooperação, o que significava que algumas dioceses não participariam e a pesquisa teria sido falha.
O'Brien foi ainda acusado de tentar apalpar um padre em 2003, em Roma, numa festa com bebidas para celebrar a sua nomeação como cardeal. Foi também alegado que O'Brien tinha tido uma relação física de longa data com uma das partes queixosas. O'Brien enfrentou acusações de uma "cultura de nepotismo" dentro da sua arquidiocese, e que isso o tornava menos propenso a desafiar os padres a quem tinha feito propostas.
Em 2015, o The Glasgow Herald relatou alegações de que em pelo menos 40 casos jovens clérigos foram encorajados a deixar O'Brien ouvir suas confissões, e o ato religioso foi usado para aliciamento sexual. Houve supostamente relutância em aceitar as ações de O'Brien como um predador sexual. As vítimas do abuso sexual de O'Brien sentiram-se incapazes de reclamar porque, dentro da Igreja, apenas um papa foi capaz de disciplinar um cardeal. Após a publicação do Relatório McLellan em 2015, o ministro da Igreja da Escócia, Andrew McLellan, disse que o tratamento dado pela igreja a O'Brien mostrou que o segredo ainda é uma "parte importante da atmosfera" dentro da igreja.

### Resposta eclesiástica
Em 27 de abril de 2013, o The Scotsman informou que o cardeal Marc Ouellet chefiaria uma investigação sobre O'Brien, e que a nomeação de bispos escoceses havia sido suspensa até que o inquérito fosse concluído. Isso contradiz outro relatório que sugere que o Vaticano não realizaria uma investigação formal ou publicaria qualquer relatório formal porque "A Igreja não funciona dessa maneira". Nenhuma decisão foi tomada para rebaixar ou laicizar O'Brien.
O'Brien retornou à Escócia e tentou se estabelecer na casa de campo da igreja que ele havia planejado como sua casa de aposentadoria em Dunbar , East Lothian. Um de seus acusadores, um ex-seminarista, declarou: "Keith O'Brien está dando a impressão de que quer uma pequena aposentadoria tranquila agora. Minha experiência não me abandonou por décadas e, no que me diz respeito, isso traz as coisas de volta ao foco. Tenho um problema com Keith O'Brien e ele precisa ser resolvido." Havia temores de que a visibilidade do cardeal prejudicasse ainda mais a igreja. Em 15 de março de 2013, foi confirmado que o Vaticano havia ordenado que O'Brien deixasse a Escócia, e ele partiu para meses de "oração e penitência". De acordo com o The Washington Post, "A declaração não especificou que a decisão foi imposta a O'Brien pelo Vaticano como punição e, na verdade, sugeriu que a decisão foi de O'Brien. Mas, no passado, padres rebeldes foram sancionados pelo Vaticano com punições de 'oração e penitência', e a declaração deixou claro que Francisco apoiou a atitude e que a Santa Sé decidiria seu futuro destino."
O Vaticano declarou em 15 de maio de 2013 que O'Brien "deixará a Escócia por vários meses com o propósito de renovação espiritual, oração e penitência" e "Qualquer decisão sobre arranjos futuros para Sua Eminência [Cardeal Keith O'Brien] será acordada com a Santa Sé."
Os apoiadores de O'Brien se opuseram à exigência da igreja de que O'Brien deixasse a Escócia; o cânon John Creanor ameaçou tomar medidas legais para impedir o "exílio forçado" de O'Brien e disse que tinha uma equipe jurídica pronta. Richard Holloway, ex-bispo de Edimburgo na Igreja Episcopal Escocesa, disse que forçar O'Brien ao exílio da Escócia violaria o direito internacional. Holloway comparou o exílio forçado de O'Brien às táticas de "rendição extraordinária" da Agência Central de Inteligência dos EUA (CIA).
Os quatro denunciantes afirmaram que O'Brien precisava de aconselhamento psicológico em vez de oração e penitência. Um padre acusador afirmou: "Keith é extremamente manipulador e precisa de ajuda para ser desafiado a abandonar sua negação. Se ele não receber tratamento, acredito que ainda representa um perigo para si mesmo e para os outros". Os quatro acusadores acreditavam que havia uma cortina de fumaça, com a história completa ainda não revelada, e queriam uma investigação para revelar a extensão das ações de O'Brien.
Durante todo o escândalo, a Igreja Católica na Escócia não agiu. Em julho de 2013, O'Brien ainda era o católico mais sênior da Grã-Bretanha. De acordo com Peter Kearney, diretor de comunicações do escritório de mídia católica (que não estava disponível para comentários oficiais), somente Roma poderia lidar com o caso O'Brien; ninguém na Escócia tinha autoridade para desafiar um cardeal.
De acordo com Catherine Deveney escrevendo no The Observer, o Arcebispo Tartaglia, que era administrador da Arquidiocese após a renúncia, não conseguiu confrontar a questão, e nos bastidores "membros da igreja" foram críticos; um disse a ela que "Ele é completamente carente de qualidades de liderança". Kearney disse ao The Observer que não poderia haver investigação escocesa porque o núncio não havia identificado os reclamantes. No entanto, este não foi o caso; Kearney aparentemente não sabia que Joseph Toal, Bispo de Argyll e das Ilhas, havia recebido nomes e solicitado a ser um ponto de contato.
Deveney disse que esta questão não era mais sobre falha pessoal, mas falha sistêmica, e relatou que o teólogo Werner Jeanrond disse: "Como igreja, falhamos em chegar a um acordo com a homossexualidade. O mais alto representante clerical da igreja é ele próprio uma vítima do sistema que não lhe permitiu assumir sua homossexualidade." Ela acrescentou que há muitos outros escândalos envolvendo o clero escocês, incluindo pelo menos um bispo; os delitos incluem má conduta sexual, consumo excessivo de álcool, subornos para encobrir escândalos e abusos graves; e ela disse que "O'Brien sabe onde os corpos estão. E a hierarquia sabe que ele sabe." Ela disse que a questão não era sobre o clero escocês, mas era mundial.
Em julho de 2013, O'Brien foi relatado como estando em um mosteiro na Europa ou em uma abadia fechada nas Midlands inglesas. Em novembro de 2013, houve um relatório de que O'Brien não enfrentaria mais punições, o que decepcionou as supostas vítimas e os grupos de vítimas.

#### Visitação apostólica
Após algum atraso, foi relatado no The Observer em 23 de junho de 2013 que o Vaticano havia decidido realizar uma visita apostólica. Trata-se de uma inspeção formal de alto nível sobre o caso, na qual o "visitante" recebe autoridade diretamente do papa. Neste caso, o visitador era o arcebispo de St. Andrews e Edimburgo, que ainda não havia sido nomeado na época. O núncio papal Antonio Mennini informou um dos reclamantes, um ex-padre conhecido como "Lenny", sobre a decisão. Qualquer pessoa afetada poderia prestar depoimento; se houvesse provas suficientes, um processo mais aprofundado seria realizado em Roma. Lenny ficou aliviado que os fatos finalmente seriam examinados, mas disse que a visita também deveria examinar "se alguma promoção foi concedida aos comparsas do cardeal".
De acordo com o artigo, figuras importantes em Roma disseram que a visitação também lidaria com as acusações mais gerais de falhas morais na igreja na Escócia. Houve críticas à escolha do sucessor de O'Brien como Arcebispo de Edimburgo como visitador; Tom Doyle, um advogado canônico que trabalhou na nunciatura em Washington e mais tarde representou vítimas de abuso católico em todo o mundo, disse que o objetivo era que alguém de fora investigasse e que a escolha do sucessor de O'Brien faria a igreja "parecer tola". Doyle disse que lidar com um caso anterior, relacionado ao abuso infantil generalizado na Irlanda, por uma visitação apostólica havia sido uma "farsa total", e que apenas investigações totalmente independentes trouxeram à tona uma verdade significativa em casos semelhantes, como com grandes júris (não eclesiásticos) nos Estados Unidos e comissões estatutárias governamentais na Irlanda.
Os reclamantes negociaram com o Arcebispo Leo William Cushley, mas também apelaram ao Papa Francisco. Eles gostariam de uma investigação sobre a forma como a diocese era governada, a forma da nomeação de O'Brien, se associados próximos foram nomeados para cargos de poder e também a extensão do comportamento predatório de O'Brien. Cushley prometeu entregar os pedidos pessoalmente, mas desencorajou a discussão pública do caso. Durante a vida de O'Brien, um julgamento canônico permaneceu possível, mas improvável. "Lenny" afirmou que as finanças da Arquidiocese de St. Andrews e Edimburgo sob O'Brien estavam sendo investigadas internamente para descobrir se houve irregularidades. Se isso não tivesse sido feito, ele teria envolvido o regulador de caridade. Ele diz que O'Brien comprou um jet ski para um amigo e a origem do dinheiro não é clara. A igreja não confirmou nem negou isso.
O'Brien vivia desde janeiro de 2014, inicialmente incógnito, numa casa fornecida pela Igreja Católica  na aldeia de Ellington, Northumberland, oitenta quilômetros a sul da fronteira escocesa. O'Brien mudou-se mais tarde para Newcastle on Tyne.
Charles Jude Scicluna investigou O'Brien em abril de 2014 e uma investigação deste tipo a um cardeal parece não ter precedentes. Havia preocupações de que o relatório era alegadamente "suficientemente quente para queimar o verniz" da secretária do Papa, e continue por publicar.
Após a visita apostólica de Scicluna, a Santa Sé anunciou em 20 de março de 2015 que o Papa Francisco havia "aceitado a renúncia do Cardeal Keith Patrick O'Brien aos direitos e deveres de um Cardeal". Consequentemente, ele perdeu o direito de participar de um conclave, embora ainda não tivesse completado oitenta anos. A decisão de O'Brien teria ocorrido após uma conversa privada com o Papa, precedida por um período de oração e penitência. Ainda que o comunicado mencione que ele continuava a manter "o título de cardeal", interpretava-se que ele foi esvaziado e reduzido a um título meramente honorífico. O jornalista David Gibson escreveu que "Esses desenvolvimentos, [o relatório não publicado de Scicluna, a casa comprada para O'Brien, que O'Brien não foi oficialmente punido] mais o fato de que O'Brien pode manter o título de cardeal ... também podem manter a questão em ebulição em vez de esfriá-la." O historiador eclesiástico Christopher Bellitto disse: "O que é estranho, neste papado especialmente, é que O'Brien perde o poder, mas não a pompa, ... um chapéu vermelho ainda é um chapéu vermelho, mesmo que não haja nenhum impacto por trás dele."
A Rede de Sobreviventes de Abusos por Padres estava preocupada com a ausência da transparência prometida pelo Papa Francisco e com o fato de as ações erradas ou abusivas do cardeal terem sido mantidas em segredo. Houve ainda a preocupação de que outros clérigos não tenham revelado abusos cometidos por O'Brien, dos quais deveriam ter conhecimento ou suspeitado. Bispos abusadores já renunciaram no passado, mas medidas contra clérigos e bispos cúmplices que ocultam abusos seriam uma inovação útil, pois ajudariam a prevenir novos abusos e ocultações.
Também em 2015, houve apelos para que o título honorário de St Andrews fosse revogado devido à admissão de impropriedade sexual. A universidade decidiu contra isso, observando "que a revogação não pode mudar ou amenizar os erros do passado e que, apesar da dor e perda muito reais causadas pelas ações do honorando, não seria mais do que um gesto vazio."

### Consequências
O'Brien foi o primeiro cardeal católico de comportamento inadequado cujo caso foi tratado publicamente. Richard Sipe , um ex-padre americano que trabalhava com abusos na Igreja, disse na época que O'Brien não era o único caso: "Temos alguém aqui também. Isso se tornará público em breve." Ele se referia ao cardeal americano Theodore McCarrick , que, ao contrário de O'Brien, foi finalmente destituído de seu cardinalato.
O caso O'Brien impôs a responsabilização e a discussão de tais casos à Igreja Católica, e Roma foi forçada a criar um processo. De acordo com Keith Devlin, vítima de O'Brien, os casos de O'Brien e McCarrick estão interligados: "Se não tivéssemos recorrido ao Observer naquela época, a Igreja teria lidado com McCarrick de forma bem diferente. Sem O'Brien, não haveria processo na Igreja."

## Morte
Keith Michael Patrick O'Brien faleceu em 19 de março de 2018, à 1h da manhã, no Royal Victoria Hospital em Newcastle-upon-Tyne, Inglaterra. Ele estava sob os cuidados das Irmãzinhas dos Pobres em Newcastle, mas foi hospitalizado após uma queda em fevereiro. O funeral ocorreu na Igreja de São Miguel em Newcastle na quinta-feira, 5 de abril, antes do sepultamento no dia seguinte, às 13h, no Cemitério Mount Vernon, Edimburgo. Conforme solicitado pela Santa Sé, o principal celebrante e homilista foi o Cardeal Vincent Gerard Nichols, arcebispo de Westminster. De acordo com os desejos do falecido Cardeal, ele foi sepultado ao lado de sua mãe e seu pai.